# میدان هوایی جلال‌آباد
فرودگاه جلال‌آباد (به پشتو: د ننګرهار هوايي ډګر) که به فرودگاه ننگرهار نیز معروف است، این فرودگاه در کنار جاده کابل – جلال‌آباد، در حدود ۳ مایلی (۴/۸ کیلومتری) جنوب شرقی جلال‌آباد، که مرکز ولایت ننگرهار در افغانستان است، قرار دارد.
این یک فرودگاه داخلی زیر نظر وزارت حمل و نقل و هوانوردی افغانستان (MoTCA) است و نه تنها به جمعیت ننگرهار بلکه به مردم ولایات کنر، نورستان و لغمان همسایه خدمات‌رسانی می‌کند. همچنین توسط وزارت دفاع برای مقاصد نظامی استفاده می‌شود. امنیت داخل و اطراف فرودگاه توسط نیروهای امنیت ملی افغانستان تأمین می‌شود. فرودگاه جلال‌آباد در ارتفاع ۱۸۴۰ فوتی (۵۶۱ متری) از سطح دریا واقع شده و دارای یک باند آسفالت با کد یاتا JAA به ابعاد ۷۲۶۰ متر مربع در ۱۴۰ فوت (۲۲۱۳ متر × ۴۳ متر) است. همچنین دارای حداقل ۱۸ بالگرد، تعدادی آشیانه و ساختمان‌هایی است که برای مقاصد نظامی استفاده می‌شوند. نزدیک‌ترین فرودگاه‌های اصلی عمومی افغانستان به جلال‌آباد، فرودگاه بین‌المللی کابل در همسایگی ولایت کابل در غرب و فرودگاه خوست در ولایت خوست در جنوب است.
فرودگاه جلال‌آباد در گذشته توسط نیروهای مسلح ایالات متحده و پیمانکاران غیرنظامی استفاده می‌شد. آنها خارج از پایگاه عملیاتی فوروارد فنتی عمل کردند. اعضای نیروهای بین‌المللی کمک به امنیت (ISAF) و بعداً ماموریت حمایت قاطع (RSM) نیز در گذشته از این فرودگاه استفاده می‌کردند.

## تاریخچه
کار ساخت این فرودگاه در دهه ۱۹۵۰ زمانی که افغانستان توسط محمد ظاهرشاه اداره می‌شد آغاز شد. این فرودگاه در طول دهه ۱۹۶۰ با کمک ایالات متحده با ایجاد تأسیسات و امکانات پیشرفته مدرن شد. اتحاد جماهیر شوروی در طول جنگ شوروی در افغانستان در دهه ۱۹۸۰، این فرودگاه غیرنظامی را به یک پایگاه هوایی نظامی تبدیل کرد. در اواخر ۲۰۲۲ توسط نیروهای ناتو در طول چندین دهه جنگ موفقیت‌آمیز آنها با طالبان گسترش یافت.

## خطوط هوایی و مقصدهای پرواز

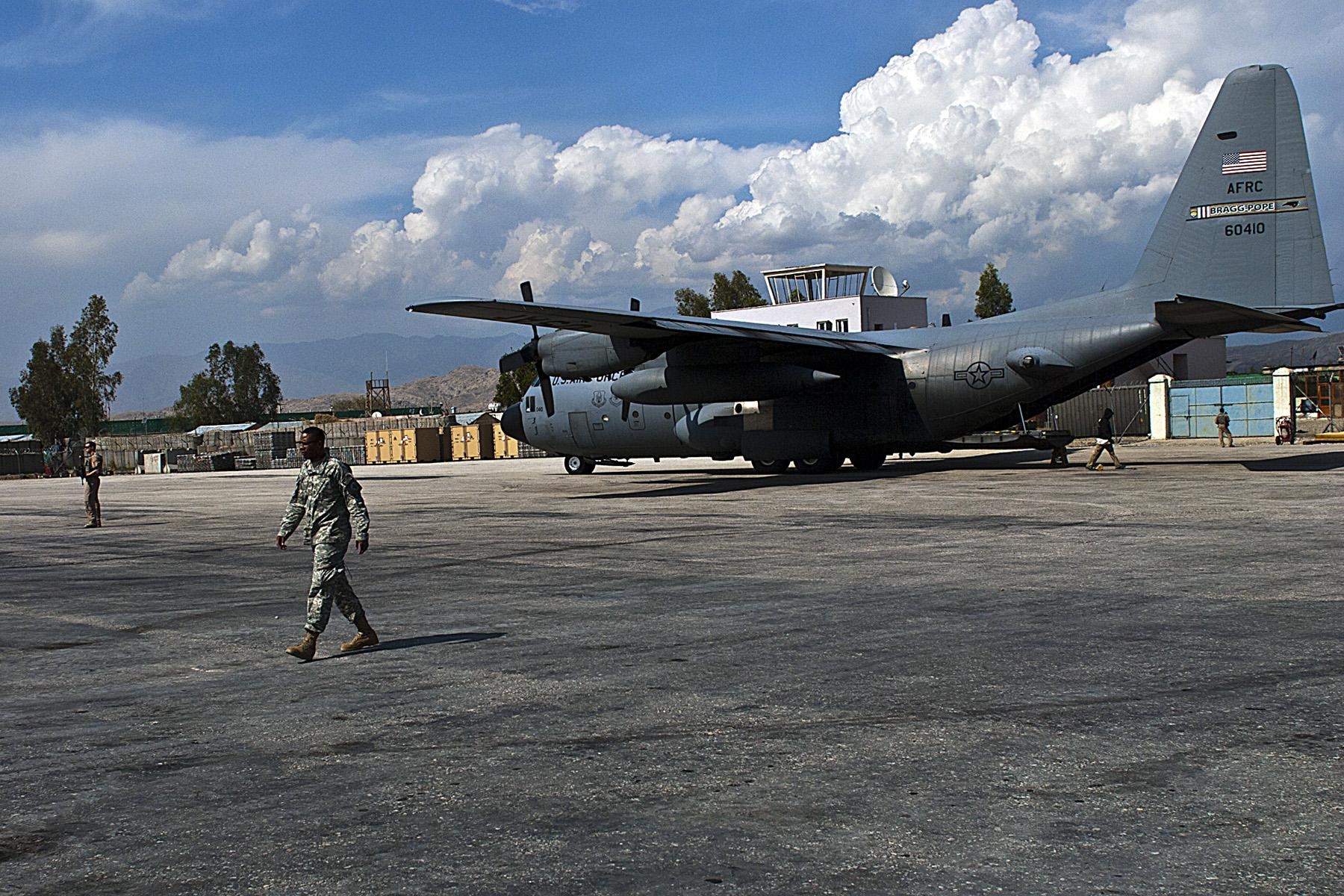
فرودگاه جلال‌آباد

فرودگاه جلال‌آباد فقط پروازهای داخلی را انجام می‌دهد. طبق گفته وزارت امور خارجه، "هر هفته سه تا چهار پرواز انجام خواهد شد. بین ماه اوت ۲۰۲۱ تا ژوئیه ۲۰۲۲، هیچ خط هوایی برنامه‌ریزی شده‌ای در فرودگاه جلال‌آباد فعال نبود، مگر خطوط هوایی که توسط نیروی هوایی افغانستان و آژانس‌های سازمان ملل اداره می‌شد.